# MTV Austria
MTV Austria (Music Television Austria) – stacja wystartowała w 2006 roku w Austrii. Siedziba mieści się w Wiedniu. Kanał często pokazuje różne teledysków z jego niemieckiego odpowiednika. Kanał, który ma siedzibę w Berlinie posiada również lokalne biura w Austrii.

## Program
- Sixpack
- Music & Style
- Game-Base-Weekly
- Silvester Special
- MTV News
- MTV Crispy News
- TRL
- RockZone
- MTV Brand New
- MTV Masters
- Making the Video
- Pimp My Ride
- I Bet You Will
- Life of Ryan
- Jackass
- Next
- The Hills
- The Real World Challenge: The Island
- Parental Control
- The X Effect
- Room Raiders
- Exposed
- Scarred
- A Shot at Love with Tila Tequila
- Paris Hilton's My New BFF
- Run's House
- Fist of Zen
- Celebrity Deathmatch
- My Super Sweet 16
- Made